# Mary Ives Abbott
Mary Perkins Ives Abbott coniugata Abbott (Salem, 17 ottobre 1857 – Miami, 9 febbraio 1904) è stata una golfista e scrittrice statunitense.
Partecipò alle Olimpiadi di Parigi del 1900, ottenendo il settimo posto nel torneo femminile di golf. La medaglia d'oro in quel torneo fu vinta da sua figlia, Margaret Abbott.

## Opere
- Alexia
- The Beverleys: A Story of Calcutta in 1890